# Дорджи Дема
Дорджи Дема (англ. Dorji Dema, род. 16 октября 1983 года, Тхимпху) — бутанская спортсменка (стрельба из лука).
На летних Олимпийских играх 2008 года Дорджи Дема закончила квалификацию на 61 месте, набрав 567 очков. Однако в первом раунде плей-офф она уступила грузинке Хатуне Нариманидзе со счётом 97:107. В итоге она заняла 59 место из 64 участниц.